# Southern Fried Records
Southern Fried Records ist ein unabhängiges Plattenlabel aus Großbritannien, das sich auf elektronische Musik, House, Dance und Techno spezialisiert hat. Das Label hat seinen Sitz in London und wurde 1994 von Norman Cook (besser bekannt unter seinem Pseudonym Fatboy Slim) gegründet. Das Ziel der Gründung war die Vermarktung der eigenen Veröffentlichungen von Norman Cook und anderer befreundeter Künstler, die bei einem Major Label keinen Vertrag erhielten.

## Künstler
Neben Cook selbst veröffentlichen u. a. Kurtis Mantronik, Armand Van Helden, Krafty Kuts, Sébastien Léger und eher albumorientierte Künstler wie etwa Theo Keating, The Black Ghosts, The Whip oder Trabant Titel und Alben bei Southern Fried Records.